# Johann Theodor Rottels
Johann Theodor Rottels (auch J. Theodor Rottels; * 28. August 1799 in Büttgen; † 17. August 1882 ebenda) war ein deutscher Philosoph und Pädagoge.

## Leben
Rottels besuchte das Kempener Gymnasium sowie das Gymnasium von Neuß. Anschließend studierte von 1822 bis 1826 Theologie und Philosophie an der Universität Bonn. Danach war er einige Zeit Lehrer am Gymnasium Aachen und Rektor des Progymnasiums von Uerdingen. Nachdem ihm von Erzbischof Ferdinand August von Spiegel eine akademische Lehrstelle in der Theologie in Aussicht gestellt wurde, verfolgte er zunächst den Plan Priester zu werden. Nach vier niederen Weihen gab er aufgrund der herrschenden theologischen Ausrichtung den Plan auf. Er ging stattdessen an die Universität Heidelberg, an der er am 27. August 1827 zum Dr. phil. promoviert wurde.
Rottels wechselte an die Universität Freiburg im Breisgau, an der er sich 1833 im Fach Philosophie habilitierte. Er lehrte dort bis 1838 als Privatdozent, wurde kurzzeitig 1838 Professor der Philosophie in Rastatt, bevor er nach München ging, wo er Mitglied in der Görres-Gesellschaft wurde. In dieser Zeit schrieb er auch für die Historisch-politischen Blätter für das katholische Deutschland. 1845 kehrte er zurück auf sein Gut in seinem Heimatort. Von dort gab er einige Jahre die Zeitschrift für Erziehung und Unterricht sowie von 1846 bis 1848 zusammen mit seinem jüngeren Bruder Franz Josef Rottels die Kritische Blätter zur Beurtheilung der Bewegungen unserer Zeit … vom Standpunkte des Christenthums heraus.
Rottels war nach den Revolutionen 1848/1849 kurzzeitig für den Wahlkreis Neuß Mitglied des Preußischen Abgeordnetenhauses.

## Werke (Auswahl)
- De Caesaris commentariorum fide atque autoritate, Wagner, Freiburg im Breisgau 1833.
- System der Erziehung, König, Bonn 1837.
- Kritik der Bildung in unserer Zeit, Meyer, Luzern 1843.
- Erziehungs- und Bildungslehre vom Standpunkte christlicher Philosophie, Manz, Regensburg 1852.
- Erziehungsphilosophie, Theissing, Münster 1863.